# Vladímir Menshov
Vladímir Valentínovich Menshov (en ruso: Владимир Валентинович Меньшов) (Bakú, Azerbaiyán; 17 de septiembre de 1939-Moscú, 5 de julio de 2021) fue un actor y director ruso.

## Carrera cinematográfica
Conocido por retratar a la sociedad rusa obrera en sus películas. Al igual que muchos cineastas, estudió interpretación y dirección en la Escuela de Cinematografía VGIK. Aunque ha destacado más por su faceta de actor que de dirección, es quizá más conocido por las cinco películas que dirigió, entre ellas, el melodrama de 1979 Moscú no cree en las lágrimas, ganadora de un Premio Óscar a la mejor película de habla no inglesa.

## Premios y distinciones
Premios Óscar
| Año  | Categoría                          | Película                      | Resultado |
| ---- | ---------------------------------- | ----------------------------- | --------- |
| 1981 | Mejor película de habla no inglesa | Moscú no cree en las lágrimas | Ganador   |